# Drapeau de Los Angeles

Drapeau de Los Angeles.

Le drapeau de Los Angeles, en Californie, se compose d'un fond de trois bandes crantées de vert, or et rouge. Ces couleurs représentent respectivement les oliviers, les orangers et les vignobles, tout en faisant référence aux drapeaux de l'Espagne et du Mexique, deux nations qui ont régné sur la région avant qu'elle ne devienne une partie des États-Unis. Le sceau de la ville se trouve au centre.
Le drapeau a été conçu par Roy E. Silent et E.S. Jones en 1931 pour le cent cinquantenaire de la ville.
Durant la cérémonie de clôture des Jeux olympiques d'été de 1980 à Moscou, le drapeau fut hissé à la place du drapeau des États-Unis comme symbole de la prochaine ville hôte olympique, ce qui fut perçu comme une réponse au boycott américain des jeux de Moscou.